# Blårönningens naturreservat
Blårönningen är ett naturreservat i Bollnäs kommun i Gävleborgs län.
Området är skyddat sedan 2007 och är 16 hektar stort. Det är beläget 7 km sydväst om Arbrå och domineras av gammal granskog.

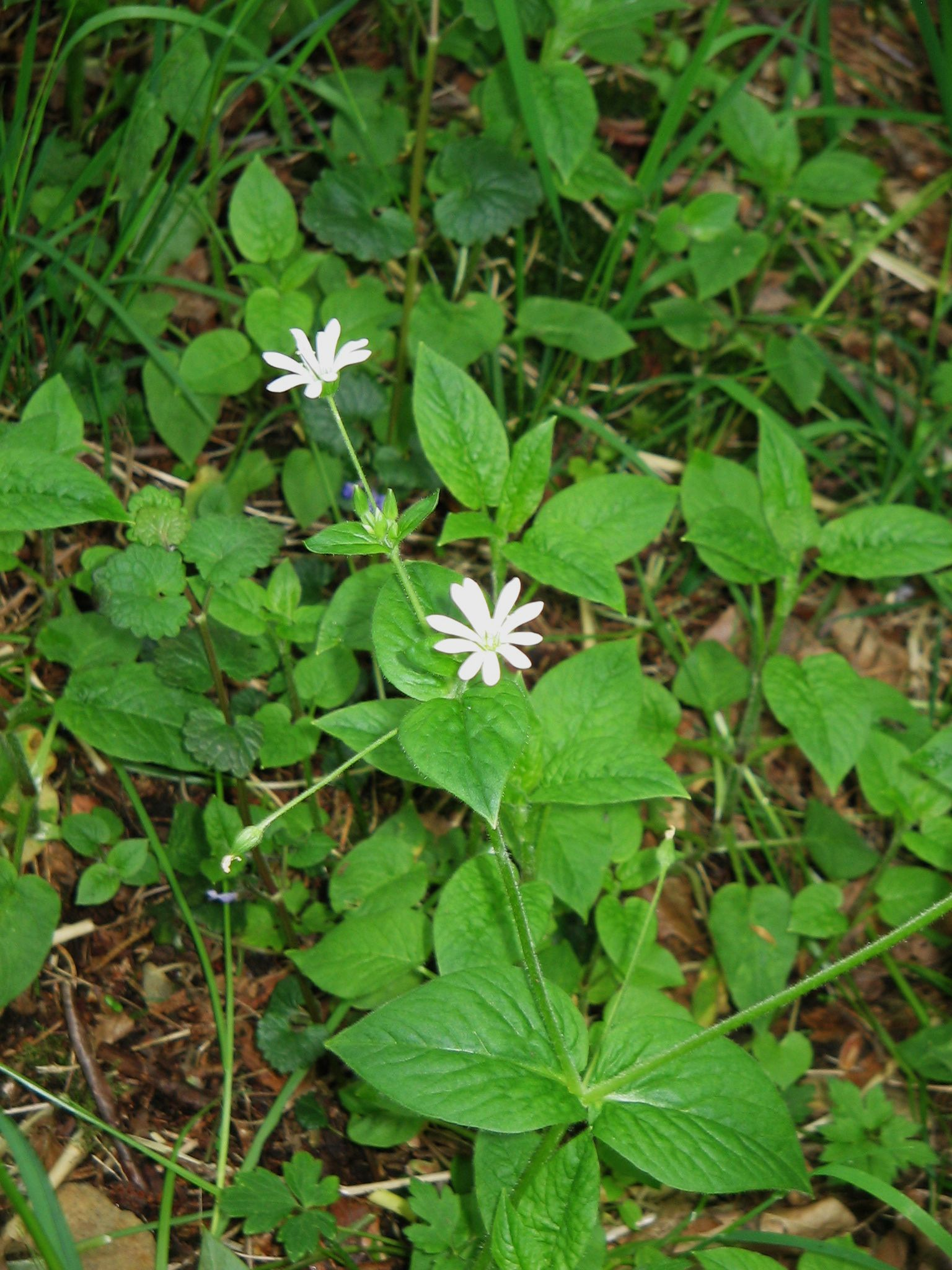
Lundstjärnblomma

Skogen består mest av 100- till 150-årig gransumpskog med inslag av tall, björk och sälg. Marken är fuktig och rik på mossa med förekomst av bl.a. granvitmossa och bollvitmossa. Området är rikt på döda och omkull fallna träd. Där växer den ytterst sällsynta svampen taigaporing och flera andra ovanliga svampar.
Genom området rinner Nybobäcken som i sin tur mynnar ut i Galvån strax öster om Galvsjön. Runt bäcken finns flacka före detta slåtterängar som tidvis är översvämmade. Där växer en rikare vegetation med bland annat tolta, strutbräken och lundstjärnblomma. 